# Delémont'BD
Delémont'BD est un festival de bande dessinée fondé en 2014 et qui se tient chaque année à Delémont, en Suisse, au mois de juin.

## Histoire

### Origines
D'après Damien Chappuis, la manifestation Delémont'BD s'inspire du festival de BD à Sierre, qui s'est tenu de 1984 à 2004. D'après Philippe Duvanel, directeur artistique, l'idée d'un festival à Delémont émane de l'ancien maire Pierre Kohler, désireux de créer un musée sur la bande dessinée avec Grzegorz Rosiński : une procédure complexe, qui s'accompagnerait d'un festival,. Les deux projets sont ensuite dissociés. En mars 2014 a lieu une « édition zéro » du festival, qui comporte des expositions sur les travaux de Rosiński, Derib, la collection de René Domont et les artistes jurassiens,. Certaines tensions se manifestent avec le centre BD de Lausanne et BD-FIL.

### Années 2010
En janvier 2015, la Fondation Delémont'BD voit le jour avec « pour mission d’encadrer le comité d’organisation » ; elle est présidée par le maire Damien Chappuis et reçoit 20000 francs de la part de l'Office fédéral de la culture. Zep est l'invité d'honneur. Lors de la première édition, le festival accueille 40 auteurs, dont 20 suisses et 8000 visiteurs, dont 6000 provenant du Jura. L'organisation prévoit des activités dévolues aux enfants.
En 2016, une exposition est consacrée à Milo Manara, invité d'honneur, et une autre à Friedrich Glauser selon Hannes Binder. 11000 visiteurs sont venus, dont 20% de Français. En 2017, l'invité d'honneur est Régis Loisel et 14000 visiteurs sont venus. En 2018, le festival a accueilli 14500 visiteurs ; l'invité d'honneur est François Boucq.
En 2019, l'invitée d'honneur est Lisa Mandel. Le festival comporte 12 expositions et environ 50 auteurs. À cette date, la Fondation Delémont'BD s'appuie sur 180 bénévoles. Cette même année, le festival décerne son prix pour la première fois et il est remis à Saccage de Frederik Peeters.

### Années 2020
En 2020, l'organisation est modifiée en raison de la pandémie du Covid-19 : Alfred était l'invité d'honneur mais le festival est ajourné et adapté en « Delémont'BD hors les murs ». 18 artistes romands dessinent des affiches dans plusieurs villes,.

## Invités d'honneur
Chaque année, le festival Delémont'BD reçoit un invité d'honneur, le « Grand Trissou » ou la « Grande Trissoue ».
- 2015 : Zep[2] ;
- 2016 : Milo Manara : expositions L'univers de Milo Manara. Héro(ïne)s et Femmes et sirènes[2] ;
- 2017 : Régis Loisel[6] ;
- 2018 : François Boucq[14] ;
- 2019 : Lisa Mandel[8] ;
- 2020 : Alfred ; annulé en raison de la pandémie du Covid-19[11] ;
- 2021 : Alfred ; revenu pour les éditions 2020 et 2021, à la suite de la pandémie du Covid-19 ;
- 2022 : Florence Cestac ;
- 2023 : Tebo ;
- 2024 : François Schuiten

## Prix culturels
À partir de 2019, l'organisation décerne des prix culturels à partir d'une sélection parmi les albums d'« auteurs suisses ou établis en Suisse ».
- 2019 : Saccage, de Frederik Peeters[10] ;
- 2020[16] :
  - Prix Delémont'BD 2020 du meilleur album suisse de bande dessinée : Le siècle d'Emma, dessin de Fanny Vaucher, scénario d'Éric Burnand, éditions Antipodes ;
  - Première œuvre : Die Farbe der Dinge de Martin Panchaud ;
- 2021 : 
  - Prix du meilleur album : Anaïs Nin, sur la mer des mensonges[17], de Léonie Bischoff ;
  - Prix de la meilleure première oeuvre : Zwang[18], de Simone F. Baumann ;
- 2022 : 
  - Prix du meilleur album : Starkes Ding, de Lika Nüssli ;
  - Prix de la meilleure première oeuvre : Schattenmutter, de Stefan Haller ;
- 2023 : 
  - Prix de la meilleure œuvre de bande dessinée suisse : In Ordnung[19], d'Anja Wicki ;
  - Prix de la meilleure première œuvre : Ursa[20], d'Adrienne Barman sur un scénario de Manuel Causse.

### Documentation
- Michel Pralong, « La vieille ville de Delémont se met aux phylactères », 24 Heures,‎ 4 juillet 2015 (lire en ligne).
- Antoine Duplan, « Les petits Mickey ont rendez-vous à Delémont », Le Temps,‎ 9 juin 2017 (lire en ligne).
- Michel Pralong, « Delémont'BD nous montre son culot », Le Matin,‎ 10 juin 2016.
- Florence Millioud-Henriques, « La culture s’affiche plus que jamais », Tribune de Genève,‎ 9 août 2020 (lire en ligne).